# Gerhardsbrunn
Gerhardsbrunn ist eine Ortsgemeinde im Landkreis Kaiserslautern in Rheinland-Pfalz. Sie gehört der Verbandsgemeinde Bruchmühlbach-Miesau an.

## Geographie
Die Gemeinde liegt auf der Sickinger Höhe. Zu Gerhardsbrunn gehört auch der Weiler Scharrhof und der Wohnplatz Scharrmühle.

## Geschichte
Gerhardsbrunn wurde um 1560 erstmals urkundlich erwähnt.
Das Dorf Gerhardsbrunn gehörte bis zum Ende des 18. Jahrhunderts zum sogenannten Kleingericht der Herrschaft Landstuhl, das im Besitz der Freiherren von Sickingen der Linie zu Sickingen war.
1794 wurde das Linke Rheinufer im Ersten Koalitionskrieg besetzt. Von 1798 bis 1814 gehörte Gerhardsbrunn zum Kanton Landstuhl im Departement Donnersberg.
Aufgrund der auf dem Wiener Kongress getroffenen Vereinbarungen kam das Gebiet im Juni 1815 zunächst zu Österreich und wurde 1816 auf der Grundlage eines Staatsvertrags an das Königreich Bayern abgetreten. Unter der bayerischen Verwaltung gehörte Gerhardsbrunn von 1817 an zum Landkommissariat Homburg im Rheinkreis, ab 1862 zum Bezirksamt Homburg, wechselte 1929 zum Bezirksamt Kaiserslautern und gehört seit 1939 zum Landkreis Kaiserslautern.
Nach dem Zweiten Weltkrieg wurde die Gemeinde Gerhardsbrunn innerhalb der französischen Besatzungszone Teil des Regierungsbezirks Pfalz im damals neu gebildeten Land Rheinland-Pfalz.
Bevölkerungsentwicklung
Die Entwicklung der Einwohnerzahl von Gerhardsbrunn, die Werte von 1871 bis 1987 beruhen auf Volkszählungen:
| Jahr | Einwohner |
| ---- | --------- |
| 1815 | 189       |
| 1835 | 266       |
| 1871 | 255       |
| 1905 | 191       |
| 1939 | 155       |
| 1950 | 221       |
| 1961 | 207       |

| Jahr | Einwohner |
| ---- | --------- |
| 1970 | 156       |
| 1987 | 156       |
| 1997 | 176       |
| 2005 | 156       |
| 2011 | 174       |
| 2017 | 173       |
| 2023 | 177       |

## Religion
Ende 2014 waren 65,3 Prozent der Einwohner evangelisch und 20,8 Prozent katholisch. Die übrigen gehörten einer anderen Religion an oder waren konfessionslos. Die Katholiken gehören zum Bistum Speyer, die Evangelischen zur Protestantischen Landeskirche Pfalz.

## Politik

### Gemeinderat
Der Gemeinderat in Gerhardsbrunn besteht aus sechs Ratsmitgliedern, die bei der Kommunalwahl am 9. Juni 2024 in einer Mehrheitswahl gewählt wurden, und dem ehrenamtlichen Ortsbürgermeister als Vorsitzendem.

### Bürgermeister
Jürgen Bohl wurde 2019 Ortsbürgermeister von Gerhardsbrunn. Da 2014 kein Kandidat angetreten war, verwaltete der Bürgermeister der Verbandsgemeinde Bruchmühlbach-Miesau die Gemeinde mehrere Jahre kommissarisch. Auch bei der Direktwahl am 26. Mai 2019 hatte sich kein Kandidat für den Posten des Ortsbürgermeisters beworben. Nach der Kommunalwahl erklärte sich jedoch Jürgen Bohl bereit, das Amt zu übernehmen, und wurde am 3. Juli 2019 durch den Gemeinderat gewählt. Da bei der Direktwahl am 9. Juni 2024 erneut kein Wahlvorschlag eingereicht wurde, oblag die Neuwahl des Bürgermeisters gemäß rheinland-pfälzischer Gemeindeordnung wieder dem Rat. Dieser bestätigte auf seiner konstituierenden Sitzung am 10. Juli 2024 den bisherigen Ortsbürgermeister Jürgen Bohl für weitere fünf Jahre in seinem Amt.

### Wappen

Wappenversion von 1960
bis 1980

| Wappen von Gerhardsbrunn | Blasonierung: „Von Rot und Silber geteilt, oben ein schwarzer Wappenschild mit fünf silbernen Kugeln 2:1:2, beseitet von je einer senkrecht stehenden goldenen Ähre, unten ein rotgefasster Röhrenbrunnen mit fließendem silbernem Wasser im Schildfuß.“ |
| Wappen von Gerhardsbrunn | Wappenbegründung: Die Kugeln verweisen auf die früheren Ortsherren, die Herren von Sickingen. Es wurde 1980 von der Bezirksregierung Neustadt genehmigt. Davor galt ab 1960 die Version mit blauem Wasser als offiziell.                                 |

## Verkehr
Die nächste Autobahnanschlussstelle ist Bruchmühlbach-Miesau an der Bundesautobahn 6 Saarbrücken–Kaiserslautern, etwa neun Kilometer entfernt.

## Söhne und Töchter der Gemeinde
- Adam Müller (1814–1879), Landwirt und Politiker